# Frank Vockroth

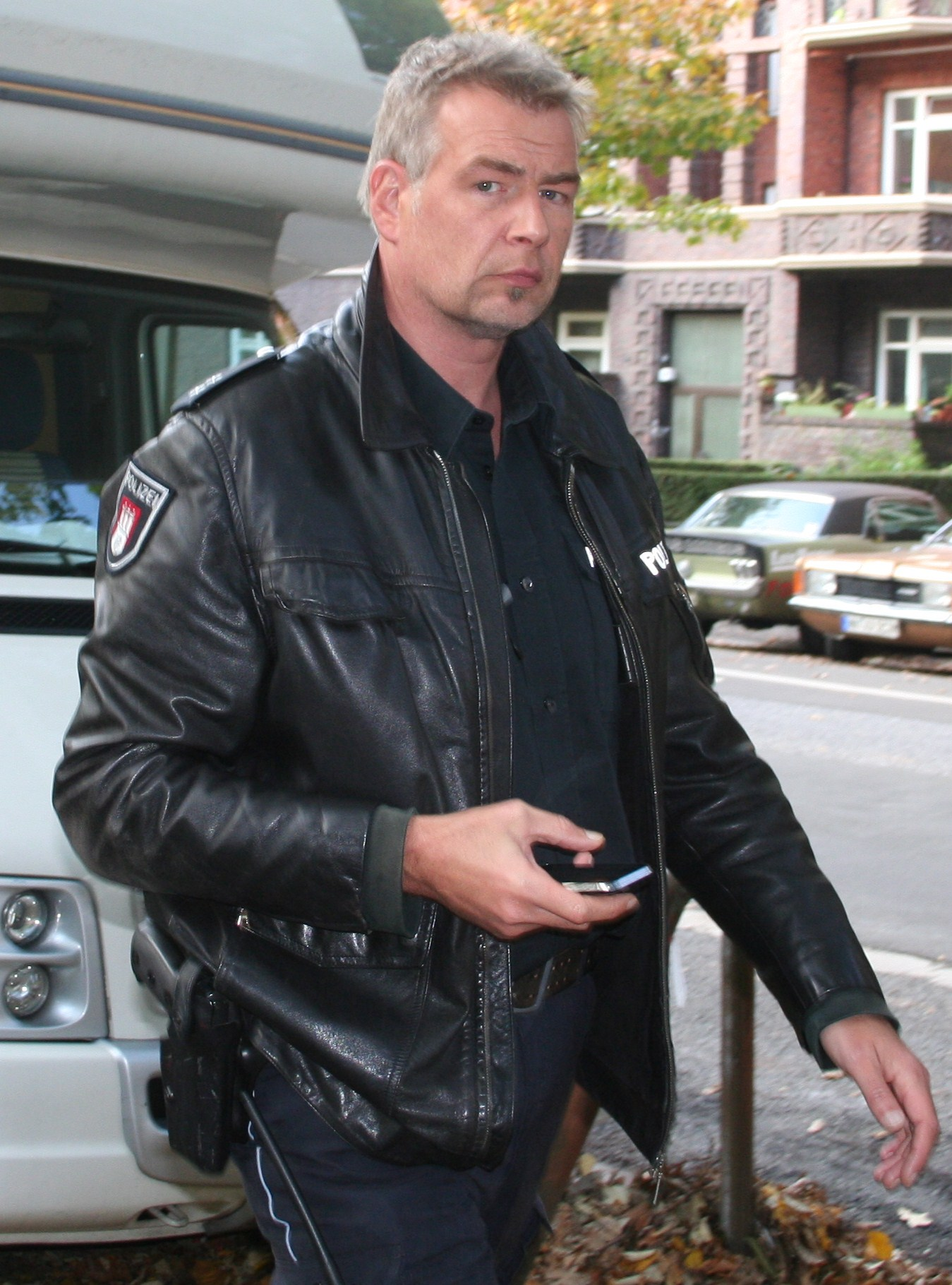
Frank Vockroth (2008)

Frank Vockroth (* 22. Dezember 1962 in Hildesheim) ist ein deutscher Schauspieler.

## Werdegang
Frank Vockroth absolvierte seine Schauspielausbildung in Hamburg und Los Angeles; Bekanntheit erlangte er durch seine Rolle Horst Kruse in der RTL-Produktion Ritas Welt. Die Serie wurde 2000 mit dem Deutschen Fernsehpreis, 2000 und 2001 mit dem Deutschen Comedypreis ausgezeichnet. 
Von Januar 2007 bis Februar 2009 war Frank Vockroth in der ZDF-Serie Notruf Hafenkante als Oberkommissar Bernd „Boje“ Thomforde zu sehen. Vockroth gehörte dem Hauptcast der Serie seit der ersten Folge an und verließ die Serie in der 59. Folge. Seit Oktober 2011 war Frank Vockroth in der Hauptrolle des Kriminalhauptkommissars Jon Peterson in der ARD-Serie Heiter bis tödlich: Nordisch herb zu sehen: Jon Peterson, ein wortkarger Nordfriese, der seine Fälle mit einem guten Gespür für Land und Leute löst und plötzlich mit einem „Kollegen“ konfrontiert wird. Die Serie wurde aufgrund schwacher Quoten nach nur einer Staffel wieder eingestellt.

## Filmografie (Auswahl)

### Filme
- 1997: Silber und Gold (Kurzfilm)
- 1997: Die drei Mädels von der Tankstelle
- 1998: Fett weg!
- 1998: Der kleine Dachschaden
- 1999: OA jagt Oberärztin
- 1999: Asterix und Obelix gegen Caesar
- 2001: Drei Stern Rot
- 2003: Natalie – Babystrich Ostblock (Fernsehfilm)
- 2006: Die Bullenbraut 2 (Fernsehfilm)
- 2007: Vollgas!
- 2010: Ich trag dich bis ans Ende der Welt (Fernsehfilm)
- 2017: Inga Lindström – Kochbuch der Liebe (Fernsehfilm)
- 2025: Karla

### Fernsehserien
- 1995: Und tschüss! (4 Folgen)
- 1996: SK-Babies (Folge 2x07)
- 1997–2003: Alphateam – Die Lebensretter im OP (3 Folgen)
- 1997: St. Angela (Folge 2x18)
- 1998: Der Clown (Folgen 2x05–2x06)
- 1999–2003: Ritas Welt (63 Folgen)
- 1999: Die Cleveren (Folge 1x03)
- 2000: Großstadtrevier (Folge 10x11)
- 2000: OP ruft Dr. Bruckner (Folge 3x01)
- 2000: Ein Mann steht seine Frau (Folge 2x02)
- 2001: Tatort – Kindstod
- 2002: Küstenwache (Folge 5x08)
- 2002: Die Rettungsflieger (Folge 6x04)
- 2002–2011: SOKO 5113 (3 Folgen)
- 2002: SK Kölsch (Folge 3x07)
- 2002: Balko (Folge 6x09)
- 2004: Frech wie Janine (Folge 1x04)
- 2004: Typisch Mann!
- 2006, 2008: Unser Charly (Folgen 11x06, 13x11)
- 2006: Zwei Herzen und zwölf Pfoten (Folge 1x01)
- 2007–2009: Notruf Hafenkante (59 Folgen)
- 2010, 2013: SOKO Stuttgart (Folgen 1x10, 5x09)
- 2011–2012: Heiter bis tödlich: Nordisch herb (16 Folgen)
- 2013: In aller Freundschaft (Folge 16x02)
- 2015: Heiter bis tödlich: Hubert und Staller (Folge 4x15)
- 2019: WaPo Bodensee (Folge 3x05)
- 2023, 2025: Der Staatsanwalt (Folgen 18x08, 20x03)